# (32230) 2000 OP27
2000 أو بي 27 (ويعرف أيضًا باسم (32230) 2000 أو بي 27 وفق تسمية الكوكب الصغير) (بالإنجليزية: 2000 OP27)‏ هو كويكب ضمن حزام الكويكبات؛ وترتيبه 32230 من حيث الاكتشاف.
اكتُشف هذا الجُرم الفلكي بواسطة بحث لنكولن عن الكويكبات القريبة من الأرض في 23 يوليو 2000.

## وصلات خارجية
- (32230) 2000 OP27 في قاعدة بيانات مختبر الدفع النفاث لأجرام النظام الشمسي الصغيرة

- الاكتشاف · مخطط المدار ·  العناصر المدارية · المعلمات المادية

- (32230) 2000 OP27 على موقع ويكي سكاي: DSS2, SDSS, GALEX, IRAS, Hydrogen α, X-Ray, Astrophoto, Sky Map, Articles and images